# Rudnea-Horodețka, Radomîșl
Rudnea-Horodețka (în ucraineană Рудня-Городецька) este un sat în comuna Lenine din raionul Radomîșl, regiunea Jîtomîr, Ucraina.

## Demografie
Componența lingvistică a localității Rudnea-Horodețka
     Ucraineană (100%)
Conform recensământului din 2001, toată populația localității Rudnea-Horodețka era vorbitoare de ucraineană (100%).